# SLPM 17800
Az alábbi lista tartalmazza az SLPM 17800-as katalógusszám szerinti magyarországi hanglemez megjelenéseket. Ez a lista az 1983 és 1986 között megjelent hanglemezeket tartalmazza.
| Katalógusszám    | Év   | Formátum | Label   | Előadó                                                 | Cím                                     |
| ---------------- | ---- | -------- | ------- | ------------------------------------------------------ | --------------------------------------- |
| SLPM 17801       | 1983 | LP       | Favorit | Benkő Dániel                                           | Ezer év gitáron                         |
| SLPM 17802       | 1983 | LP       | Bravo   | Hungária                                               | Finálé                                  |
| SLPM 17803-17804 | 1983 | 2LP      | Favorit | Locomotiv GT                                           | Azalbummm                               |
| SLPM 17805       | 1983 | LP       | Favorit | Sydne Rome                                             | Aerobic                                 |
| SLPM 17806       | 1983 | LP       | Favorit | Koós János                                             | IV.                                     |
| SLPM 17807       | 1983 | LP       | Pepita  | Ihász Gábor                                            | II.                                     |
| SLPM 17808       | 1983 | LP       | Pepita  | Hernádi Judit                                          | Fehéren-feketén                         |
| SLPM 17809       | 1983 | LP       | Pepita  | Korál                                                  | III. - Az óceán                         |
| SLPM 17810       | 1983 | LP       | Pepita  | Soltész Rezső                                          | Valahol már találkoztunk                |
| SLPM 17811       | 1983 | LP       | Pepita  | Neoton Família                                         | Aeerobic                                |
| SLPM 17812       | 1984 | LP       | Start   | P.Mobil                                                | Honfoglalás                             |
| SLPM 17813       | 1984 | LP       | Start   | Karthago                                               | Senkiföldjén                            |
| SLPM 17814       | 1983 | LP       | Favorit | Super Hits                                             | Various (Válogatás)                     |
| SLPM 17815       | 1983 | LP       | Start   | East                                                   | Rések a falon                           |
| SLPM 17816       | 1983 | LP       | Pepita  | Dolly Roll                                             | Vakáció-ó-ó                             |
| SLPM 17818       | 1983 | LP       | Pepita  | Fenyő Miklós                                           | Miki                                    |
| SLPM 17819       | 1984 | LP       | Start   | Solaris                                                | Marsbéli krónikák                       |
| SLPM 17821       | 1983 | LP       | Pepita  | Koncz Zsuzsa                                           | Jelbeszéd (újrakiadott)                 |
| SLPM 17824       | 1983 | LP       | Favorit | Kovács Kati                                            | Érj utol                                |
| SLPM 17825       | 1984 | LP       | Start   | A.E.Bizottság                                          | Jégkrémbalett                           |
| SLPM 17827       | 1983 | LP       | Pepita  | Szűcs Judith                                           | Szeverevetlevek                         |
| SLPM 17829       | 1984 | LP       | Favorit | Apostol                                                | Számtan                                 |
| SLPM 17830       | 1983 | LP       | Start   | Benkő László                                           | Benkő Lexikon 2                         |
| SLPM 17832       | 1984 | LP       | Pepita  | Katona Klári                                           | Katona Klári                            |
| SLPM 17833       | 1984 | LP       | Pepita  | Hit                                                    | Oké!                                    |
| SLPM 17834       | 1984 | LP       | Pepita  | Payer András                                           | Nincsen olyan ember                     |
| SLPM 17836       | 1984 | LP       | Start   | Deák"Bill"Gyula                                        | Rossz vér                               |
| SLPM 17837       | 1984 | LP       | Favorit | Andrew Lloyd Webber - Madách Színház                   | Cats (Macskák)                          |
| SLPM 17839       | 1983 | LP       | Pepita  | Eszményi Viktória és Heilig Gábor                      | Nekem ő a legszebb                      |
| SLPM 17840       | 1984 | LP       | Favorit | Top 15                                                 | Various (Válogatás)                     |
| SLPM 17845       | 1984 | LP       | Favorit | Záray Márta és Vámosi János                            | Ketten az úton                          |
| SLPM 17846       | 1985 | LP       | Favorit | Ez Majdnem szerelem volt                               | Various (Válogatás)                     |
| SLPM 17847       | 1984 | LP       | Start   | Bikini                                                 | XX. századi híradó                      |
| SLPM 17848       | 1984 | LP       | Favorit | V'Moto Rock                                            | Garázskijárat                           |
| SLPM 17849       | 1984 | LP       | Bravo   | Edda Művek                                             | Viszlát                                 |
| SLPM 17850       | 1984 | LP       | Bravo   | Gyerobik (Zenés torna gyerekeknek)                     | Various (Válogatás)                     |
| SLPM 17851       | 1984 | LP       | Bravo   | Bergendy Szalonzenekar                                 | Én táncolnék veled                      |
| SLPM 17852       | 1984 | LP       | Pepita  | Kormorán                                               | Folk & Roll                             |
| SLPM 17853       | 1984 | LP       | Favorit | Locomotiv GT                                           | Ellenfél nélkül                         |
| SLPM 17854       | 1984 | LP       | Favorit | Neoton Família                                         | Super Hits'84 - Vamos A la Playa        |
| SLPM 17855       | 1984 | LP       | Pepita  | Neoton Família                                         | Karnevál                                |
| SLPM 17856       | 1984 | LP       | Favorit | Tini Dal                                               | Válogatás tini slágerekből              |
| SLPM 17859       | 1984 | LP       | Pepita  | R-Go                                                   | Amulett                                 |
| SLPM 17860       | 1985 | LP       | Bravo   | Balázs Ferenc                                          | Register                                |
| SLPM 17861       | 1984 | LP       | Pepita  | 100 Folk Celsius                                       | Paff, a bűvös sárkány                   |
| SLPM 17862-17863 | 1984 | 2LP      | Favorit | Hobo Blues Band                                        | Vadászat                                |
| SLPM 17864       | 1984 | LP       | Pepita  | Tardos Péter                                           | Szerzői album                           |
| SLPM 17865       | 1986 | LP       | Favorit | Omega                                                  | A Föld árnyékos oldalán                 |
| SLPM 17866       | 1984 | LP       | Favorit | Fonográf                                               | Jelenkor                                |
| SLPM 17867       | 1984 | LP       | Favorit | Dolly Roll                                             | Eldoradoll                              |
| SLPM 17868       | 1984 | LP       | Favorit | Bojtorján, Halász Judit, Benkő Dániel, Bakfark Consort | Karácsonyi album                        |
| SLPM 17869       | 1984 | LP       | Pepita  | Koncz Zsuzsa                                           | Konczert                                |
| SLPM 17870       | 1984 | LP       | Pepita  | Miki (Fenyő Miklós)                                    | Jól nézünk Miki                         |
| SLPM 17871       | 1984 | LP       | Pepita  | KFT                                                    | Bál az Operában                         |
| SLPM 17872       | 1985 | LP       | Bravo   | Sass Sylvia                                            | Nézz körül                              |
| SLPM 17874       | 1984 | LP       | Start   | Első Emelet                                            | I.                                      |
| SLPM 17875       | 1985 | LP       | Start   | 1,2,3...Start                                          | Various (Válogatás)                     |
| SLPM 17876       | 1984 | LP       | Bravo   | Vadonat                                                | Various (Válogatás)                     |
| SLPM 17878       | 1984 | LP       | Start   | Rolls                                                  | Rolls                                   |
| SLPM 17879       | 1985 | LP       | Bravo   | Kern András                                            | Kern                                    |
| SLPM 17881       | 1984 | LP       | Favorit | Komár László                                           | Emlék – Elvis Presley                   |
| SLPM 17888       | 1984 | LP       | Bravo   | Sebestyén Márta & Szörényi Levente                     | Jeles napok: Karácsonyi magyar népdalok |
| SLPM 17889       | 1985 | LP       | Bravo   | Hungária                                               | Rég volt, így volt                      |
| SLPM 17890       | 1985 | LP       | Pepita  | Viki és a Flört                                        | Viki & Flört                            |
| SLPM 17891       | 1984 | LP       | Bravo   | Dobos Attila                                           | Dobos Attila új dalai                   |
| SLPM 17892       | 1984 | LP       | Favorit | Szánti Judit                                           | Szombat éjjel                           |
| SLPM 17893       | 1985 | LP       | Favorit | Kovács Kati                                            | Szerelmes levél indigóval               |
| SLPM 17894       | 1985 | LP       | Favorit | Super Hits - Living on a Video                         | Various (Válogatás)                     |
| SLPM 17896       | 1984 | LP       | Pepita  | Máté Péter                                             | Elmegyek                                |
| SLPM 17897       | 1984 | LP       | Pepita  | Szécsi Pál                                             | Egy szép régi dal                       |
| SLPM 17899       | 1984 | LP       | Pepita  | Express                                                | Slágerexpress                           |

## Lásd még
- Hungaroton
- Hanglemez
- Dorogi hanglemezgyár
- SLPX 17900
- SLPX 17800